# Acianthera bohnkiana
Acianthera bohnkiana là một loài phong lan.